# 紀元前130年代
紀元前130年代（きげんぜんひゃくさんじゅうねんだい）は、西暦による紀元前139年から紀元前130年までの10年間を指す十年紀。

## できごと

### 紀元前139年
- 紀元前155年に始まったルシタニア戦争が終結した[1]。

### 紀元前135年
- シチリアでエウヌスに率いられた奴隷がローマ帝国に対して反乱を起こした。シチリアのプラエトルであるコルネリウス・レンティルスはエンナで敗北し、将軍のルキウス・プラティウス・ヒプサエウスはエウヌスとクレオンに敗れた[2]。

### 紀元前134年
- ギリシアの天文学者ヒッパルコスは歳差運動を発見し、星表の作成を開始した[3]。
- 紀元前134年 - ローマ帝国の執政官ガイウス・フラヴィウス・フラックスは奴隷の反乱を鎮圧し、ティトゥス・マニリウスと交代するためシチリアに送られた[2]。

### 紀元前133年
- シチリアでプラエトルのマルクス・ペルペルナと将軍のルキウス・カルプミウス・ピソ・フルッジがエンナの包囲を開始した[2]。
- アリストニコスの率いる反乱が小アジアのペルガモン王国で勃発した[2]。
- ティベリウス・グラックスが護民官に選ばれたが、農業改革に着手した後、暗殺された[2]。

### 紀元前132年
- 執政官プブリウス・ルプリウスは反乱を鎮めるためにシチリアに送られた[2]。

### 紀元前130年
- 執政官マルクス・ペルペルナは小アジアの反乱を鎮圧した[2]。

## 誕生
- 紀元前138年 - ルキウス・コルネリウス・スッラ:ローマの政治家（紀元前78年没）[4]
- 紀元前133年 - ミトリダテス6世:ポントス国王[5][6][7][8]

## 死去
- 紀元前137年 - ドゥッタガーマニー:スリランカの王[9][10]
- 紀元前135年 - シモン:ユダヤの王[11]
- 紀元前133年 - アッタロス3世:ペルガモン王国の王[12][13][14][15]